# Austin Eli Wing
Austin Eli Wing (* 3. Februar 1792 in Conway, Hampshire County, Massachusetts; † 27. August 1849 in Cleveland, Ohio) war ein US-amerikanischer Politiker. Zwischen 1825 und 1833 vertrat er das Michigan-Territorium zweimal als Delegierter im US-Repräsentantenhaus.

## Werdegang
Noch in seiner Jugend zog Austin Wing mit seinen Eltern nach Marietta im Nordwestterritorium, wo er die öffentlichen Schulen besuchte.  Danach studierte er bis 1814 am Williams College in Williamstown. Später zog er nach Detroit im Michigan-Territorium. Dort arbeitete er als Privatsekretär von Territorialgouverneur Lewis Cass. Nach einem anschließenden Jurastudium und seiner Zulassung als Rechtsanwalt begann er in seinem neuen Beruf zu arbeiten. Gleichzeitig schlug er in seiner neuen Heimat eine politische Laufbahn ein.
Bei den Kongresswahlen des Jahres 1824 wurde er als Delegierter des Michigan-Territoriums in das US-Repräsentantenhaus in Washington, D.C. gewählt, wo er am 4. März 1825 die Nachfolge von Gabriel Richard antrat. Nach einer Wiederwahl im Jahr 1826 konnte er bis zum 3. März 1829 zunächst zwei Legislaturperioden im Kongress absolvieren. Diese waren von den Diskussionen zwischen den Anhängern und Gegnern des späteren Präsidenten Andrew Jackson geprägt. Austin Wing war ein Gegner Jacksons. In den 1830er Jahren war er an der Gründung der Whig Party in seinem Territorium beteiligt, die in Opposition zu Jacksons Demokratischer Partei stand. Nach dem Ende seiner ersten Zeit im US-Repräsentantenhaus zog Wing nach Monroe. Zwischen dem 4. März 1831 und dem 3. März 1833 konnte er noch einmal sein Territorium im US-Kongress vertreten. Dort wurde in dieser Zeit heftig über die Politik des inzwischen zum Präsidenten gewählten Andrew Jackson diskutiert. Dabei ging es um die umstrittene Durchführung des Indian Removal Act, die Nullifikationskrise mit dem Staat South Carolina und die Bankenpolitik des Präsidenten.
Im Jahr 1842 wurde Wing in das Repräsentantenhaus von Michigan gewählt. Außerdem wurde er Vorstandsmitglied der University of Michigan. Im Jahr 1846 wurde er zum US Marshal für den Bereich der Staaten Michigan, Illinois und Wisconsin ernannt. Dieses Amt bekleidete er bis 1849. Er starb nach einer Erkrankung am 27. August 1849 in einem Krankenhaus in Cleveland.